# Chiesa di San Vittore (Agrate Conturbia)
La chiesa di San Vittore è la parrocchiale di Agrate, frazione-capoluogo del comune sparso di Agrate Conturbia, in provincia e diocesi di Novara; fa parte della unità pastorale di Gattico.

## Storia
La prima citazione della chiesa di Agrate, menzionata come basilica Sancti Victoris constructa infra castro Agredade, risale al 976.

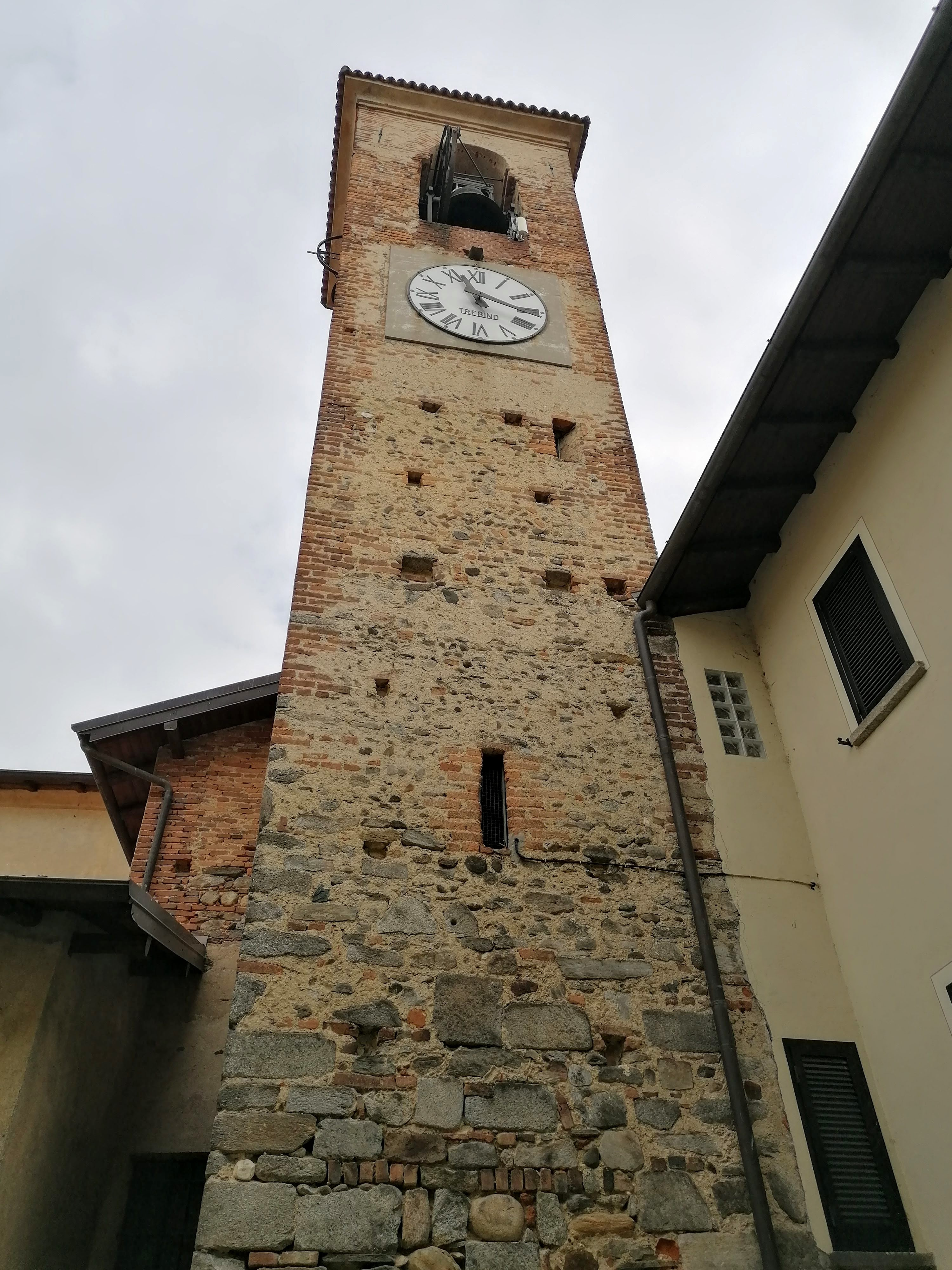
Il campanile

I canonici della basilica di San Giulio ricevettero in dono dall'imperatore Ottone I tale chiesa, che tuttavia continuò ad essere sottoposta all'autorità del vescovo di Novara; dopo l'anno Mille, nel Basso Medioevo, la chiesa passò sotto la giurisdizione della pieve di Momo.
L'edificio subì un rifacimento nel XVII secolo, per poi venir rimaneggiato all'inizio del Novecento.

## Descrizione

### Facciata
La facciata della chiesa, il cui intonaco risulta piuttosto deteriorato, volge a ponente, è a salienti e si presenta suddivisa da delle lesene sopra le quali sono visibili dei pinnacoli in tre porzioni, delle quali la centrale, più alta, è caratterizzata dal portale d'ingresso sovrastato da un rosone e da una bifora, mentre quelle laterali presentano due ingressi minori e da due rosoni di dimensioni inferiori.

### Interno
L'interno è spartito in tre navate; al termine dell'aula vi è il presbiterio, chiuso dall'abside rivolta ad oriente.

### Campanile
La torre campanaria non è intonacata e si presenta in pietra e in laterizio; la cella è caratterizzata da una monofora con arco a sesto acuto per ognuno dei quattro lati.